# Stevensville (Maryland)
Pour les articles homonymes, voir Stevensville.
Stevensville est une census-designated place située dans le comté de Queen Anne, dans l’État du Maryland, aux États-Unis. Selon le recensement de 2010, Stevensville compte 6 803 habitants. Elle est la localité la plus peuplée du comté.

## Géographie
Stevensville est située sur l'île de Kent, dans la baie de Chesapeake.
Selon le Bureau du recensement des États-Unis, la census-designated place de Stevensville s'étend sur 6,44 milles carrés (16,68 km2).

## Histoire
Stevensville est fondée en 1850 sur les terres de James et Charles Stevens. Elle connait un important développement à partir de 1866, lors de l'implantation d'un terminal de bateau à vapeur entre la Chester (en) et la baie de Chesapeake. Le chemin de fer atteint la ville en 1909.
Le quartier historique de Stevensville, un quartier commerçant de la fin du XIXe siècle et du début du XXe siècle au croisement de Locust Street et Love Point Road, est inscrit au Registre national des lieux historiques.
Le fabricant de guitares et basses PRS Guitars est établi depuis 1995 à Stevensville.

## Démographie
Le revenu par habitant était en moyenne de 39 222 dollars par an entre 2012 et 2016, au-dessus de moyenne du Maryland (37 756 dollars) et de la moyenne nationale (29 829 dollars). Sur cette même période, 3,3 % des habitants de Stevensville vivaient sous le seuil de pauvreté (contre 9,7 % dans l'État et 12,7 % à l'échelle des États-Unis).